# Microbiston turanicus
Microbiston turanicus là một loài bướm đêm trong họ Geometridae.